# Samuel Page
Samuel „Sam” Page (ur. 5 listopada 1976 w Whitefish Bay) − amerykański aktor telewizyjny i filmowy.

## Życiorys
Urodził się w miejscowości Whitefish Bay w stanie Wisconsin pod nazwiskiem Samuel L. Elliott. Wychowywał się z siostrą Emeline. Studiował na Uniwersytecie Princeton, w 1998 uzyskał licencjat z ekonomii i biologii ewolucyjnej. W trakcie studiów napisał artykuł o zwyczajach godowych gambuzji pospolitych; jego praca została opublikowana w czasopiśmie naukowym. W tym czasie grywał także w uczelnianej drużynie baseballowej, a następnie był członkiem organizacji National Collegiate Athletic Association (NCAA).
Aspiracje aktorskie zakiełkowały w nim pod koniec nauki na studiach. Page przeprowadził się do Kalifornii stosunkowo szybko, a jeszcze szybciej zaczął pojawiać się na ekranie telewizji. Gościnne role w serialach stacji The WB Asy z klasy (Popular) i Siódme niebo (7th Heaven) sprawiły, że został zauważony przez niszowego reżysera Davida DeCoteau. DeCoteau obsadził go w dwóch swoich kręconych na rynek DVD horrorach: pierwszym było Więzienie śmierci (Prison of the Dead, 2000), które nawet wśród fanów projektów klasy „B” przeszło bez echa, drugim zaś znacznie bardziej sukcesywne Przymierze (The Brotherhood, 2001), początkujące zresztą całą serię homoerotycznych, kiczowatych filmów grozy, na którą do 2009 złożyło się sześć tytułów.
Po udziale w sitcomach Pod koszem (Hang Time) i Men, Women & Dogs, Page przeniósł się z Los Angeles do Nowego Jorku, gdzie została mu przydzielona rola Treya Kenyona w operze mydlanej ABC Wszystkie moje dzieci (All My Children). Wcielał się w tę postać w latach 2002−2003, następnie z kolei występował jako Drew Mandel w seryjnej tragikomedii NBC American Dreams (2003–2004), jako Jesse Parker w serialu grozy FOX Miasteczko Point Pleasant (Point Pleasant, 2005−2006) oraz odgrywał Caseya Woodlanda w dramacie sądowym CBS Shark (2006–2007).
W czerwcu 2002 znalazł się na liście najbardziej pożądanych kawalerów według magazynu „People”, a także w zestawieniu najgorętszych aktorów oper mydlanych wg pisma „Us Weekly”.
Występował w produkcjach Hallmark Channel, w tym Christmas in Rome (2019) z Lacey Chabert.

## Filmografia

### Filmy
- 2000: Więzienie śmierci (Prison of the Dead) jako Calvin
- 2001: Microscopic Boy jako Blake
- 2001: Przymierze (The Brotherhood) jako Chris Chandler
- 2005: Cruel World jako Daniel Anderson
- 2005: Wish You Were Here jako David Dunsmore
- 2006: Filthy Gorgeous jako Zach
- 2008: Finish Line jako Mitch Camponella
- 2009: Slave jako David Dunsmore
- 2009: Miłość z 5-tej Alei (Falling Up) jako Buck
- 2011: Czas na Annie (Annie Claus is Coming to Town) jako Ted

### Seriale TV
- 1999: Asy z klasy (Popular) jako Stone Cold Fox Boy
- 1999: Undressed jako Sam
- 1999–2000: Siódme niebo (7th Heaven) jako Brad Landers
- 2002: Men, Women & Dogs jako Tom
- 2002: Pod koszem (Hang Time)
- 2002−2003: Wszystkie moje dzieci (All My Children) jako Trey Kenyon
- 2003–2004: American Dreams jako Drew Mandel
- 2005: CSI: Kryminalne zagadki Miami (CSI: Miami) jako Jeff Marshall
- 2005−2006: Miasteczko Point Pleasant (Point Pleasant) jako Jesse Parker
- 2006–2007: Shark jako Casey Woodland
- 2008: Imaginary Bitches jako Riley
- 2008–2009: Mad Men jako dr Gregory „Greg” Harris
- 2009: Melrose Place jako Victor
- 2009: CSI: Kryminalne zagadki Nowego Jorku (CSI: NY) jako I.T. Guy/Liam Connover
- 2010: Greek jako Joel
- 2010: Gotowe na wszystko (Desperate Housewives) jako Sam Allen
- 2010: Plotkara (Gossip Girl) jako Colin Forrester
- 2010: The Event: Zdarzenie jako Rick
- 2010: Castle jako Brian Elliott
- 2011: Magia kłamstwa jako George Walker
- 2011: Do białego rana jako dr Goddard
- 2012, 2015: Switched at Birth jako Craig Tebbe
- 2012: Lista klientów (The Client List) jako TJ Braswell
- 2012: Last Resort jako brat Kylie
- 2013: Skandal jako Will Caldwell
- 2013: Nie ma lekko jako Sam Conte
- 2014: House of Cards jako Connor Ellis
- 2014: Świat według Mindy jako Andy
- 2015: Stalker jako Mike Harris
- 2016: Unbreakable Kimmy Schmidt jako Keith Habersohl
- 2017-: Dziewczyny nad wyraz jako Richard Hunter